# دامینیک کینر
دامینیک کینر (انگلیسی: Dominic Kinnear؛ زادهٔ ۲۶ ژوئیهٔ ۱۹۶۷) یک بازیکن فوتبال اهل ایالات متحده آمریکا است.
وی همچنین در تیم ملی فوتبال ایالات متحده آمریکا بازی کرده است.